# آنری آتامانیوک
آنری آتامانیوک (زاده ۲۸ اکتبر ۱۹۴۴) مربی فوتبال فرانسوی است که دارای سابقه بازی در پست هافبک می‌باشد.
او در ۸ نوامبر ۲۰۱۳ به عنوان مربی باشگاه لوزان اسپورت توسط مدیر فنی جدید باشگاه، مارکو سیمونه، استخدام شد.